# Köbméter
A köbméter (jele: m³) a térfogat származtatott SI-egysége. Egy 1 méter élhosszúságú kocka térfogata.

## Átváltások
1 köbméter egyenlő a következőkkel:
- 1000 liter (pontosan)
- ~35,3 köbláb (körülbelül)
- ~1,31 köbyard (körülbelül)

SI térfogategységek összefüggése a víz tömegével

- ~6,29 hordó kőolaj (körülbelül). 1 hordó pontosan 0,158 987 294 928 m³.

Egy köbméter 3,98 °C-os tiszta víz tömege standard légnyomáson 999,972 kg (körülbelül 1 tonna).
Sokszor rövidítik „m3”-nak, amikor a felső index nem érhető el (amikor nincs „³” jel).

## További mértékegységei
Egy köbdeciméter (jele: dm³) egy 1 deciméter (0,1 méter) élhosszúságú kocka térfogata. 1 köbdeciméter egyenlő 1 literrel.
- A régi definíció szerint (1901–1964) a liter 1 kilogramm 4 °C-os tiszta víz térfogata standard légnyomáson. Ebben az időben a liter 1,000028 dm³ volt.

A köbcentiméter (cm³) egyenlő egy 1 centiméter élhosszúságú kocka térfogatával. Ez a hivatalos SI származtatott egység.
- Rövidíthetik még cc-nek és ccm-nek, melyek nem SI-egységek, de az angolban nagyon elterjedtek. A cc-t gyakran használják a gépkocsik és motorkerékpárok hengerűrtartalmának megadására.

A köbmilliméter (mm³) egyenlő egy 1 milliméter élhosszúságú kocka térfogatával.
A köbkilométer (km³) egyenlő egy 1 kilométer élhosszúságú kocka térfogatával.